# Avant Browser
Avant Browser (początkowo IEOpera) – przeglądarka internetowa oparta na silniku Trident. Avant Browser ma znacznie rozszerzone możliwości w stosunku do również opartej na silniku Trident przeglądarki Internet Explorer. Do najważniejszych cech należą: otwieranie stron w panelach, blokowanie wyskakujących okienek, reklam, animacji Flash i obrazków, możliwość ustawienia skrótów adresowych, czytania kanałów RSS, zmieniania wyglądu (poprzez skórki i dostosowywanie pasków narzędzi).
Twórca programu oferuje także wersję Ultimate zawierającą silniki renderujące IE, Firefox oraz Chrome. Wersja Ultimate wygląda identycznie jak standardowy Avant Browser, ale posiada więcej możliwości konfiguracyjnych (zawiera część opcjonalnych cech Firefoksa, np. blokadę reklam). Przeglądarka jest dostępna w języku polskim.